# Herzog Ferrantes Ende
Herzog Ferrantes Ende è un film muto del 1922 diretto da Paul Wegener e, non accreditato, Rochus Gliese.

## Trama
Nel tardo Medioevo, in Italia il duca Ferrante è un despota che governa i suoi sudditi con il terrore. L'omicidio e la tortura sono i mezzi che usa per opprimere il popolo: le sue vittime giacciono imbalsamate in una catacomba e lui crede, in questo modo, che il suo regno non potrà mai avere fine. Ma qualche oppositore alla sua tirannia comincia a farsi sentire. Il centro della resistenza è la setta segreta dei Fratelli del pugnale che si ispira a Guido Colonna, impiccato dal tiranno. Orlando Colonna, il fratello del morto, si unisce ai cospiratori e viene scelto per attentare alla vita di Ferrante. Ma viene scoperto e arrestato. Destinato alla tortura, viene salvato dall'intervento del vecchio Colonna, che promette al duca di cedergli la figlia Beatrice.
Trivulzio, uno dei servitori di Ferrante, conduce Orlando a visitare la catacomba dove l'uomo, con orrore, vede il corpo imbalsamato del fratello. Furioso, lotta con il servo, gettandolo poi dagli spalti del castello. La situazione in cui si trova gli suggerisce un piano per uccidere il duca: il Colonna prende il posto del fratello morto e si finge Guido, Quando Ferrante scende nella catacomba come fa di solito per deliziarsi alla vista dei suoi nemici uccisi, Orlando lo prende alla sprovvista e gli immerge il pugnale nel cuore. I congiurati, intanto, danno l'assalto al castello che viene conquistato. Orlando esibisce la testa mozzata del despota ucciso e poi la getta nella spazzatura mentre il castello viene dato alle fiamme.

## Produzione
Il film fu prodotto da Samuel Rachmann per l'Europäische Film-Allianz GmbH (E.F.A.) (Berlin).

## Distribuzione
Il film ebbe una distribuzione internazionale, uscendo in Finlandia il 27 dicembre 1922 e in Portogallo, con il titolo O Fim do Duque de Ferrante, il 21 novembre 1924. In Francia, fu ribattezzato La Fin du duc de Ferrante.
Non si conoscono copie ancora esistenti della pellicola e il film viene considerato presumibilmente perduto.